# 埃布里耶潟湖

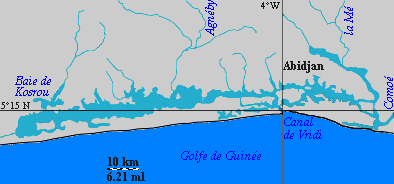
埃布里耶潟湖地图，图中黑色经纬线中间交叉的位置即弗里迪运河

埃布里耶潟湖（法語：Lagune Ébrié）是西非國家科特迪瓦的潟湖，該湖長100公里、寬4公里，平均深度5米，毗鄰大西洋沿岸，湖畔城鎮有首都阿比讓、班熱維爾、大巴薩姆、雅克維爾等。该潟湖通过1950年代修成的弗里迪运河与几内亚湾联通:956。

## 历史
湖名得自在其附近居住的阿坎族的一支埃布里耶人。
在19世纪，埃布里耶潟湖的经济活动主要是棕榈油贸易和捕鱼。在法国殖民时代，湖畔修建了深水港口和联通附近其它几个潟湖的运河。1950年代，弗里迪运河修成，从此该与潟湖几内亚湾联通了起来。

## 橋樑
1. 烏弗埃-博瓦尼大橋（英语：Houphouët-Boigny Bridge）
2. 戴高樂將軍大橋（法语：Pont Général-de-Gaulle）
3. 亨利·科南·貝迪埃大橋（法语：Pont Henri-Konan-Bédié）
4. 菲利普·亞斯大橋（法语：Pont Philippe-Yacé）
5. 阿齊托橋（法语：Pont d'Azito）